# Amphipyra charon
Amphipyra charon är en fjärilsart som beskrevs av Max Wilhelm Karl Draudt 1950. Amphipyra charon ingår i släktet Amphipyra och familjen nattflyn. Inga underarter finns listade i Catalogue of Life.